# Bahnhof Großenhain Berl Bf
Der Bahnhof Großenhain Berl Bf („Berliner Bahnhof“) ist eine als Bahnhof klassifizierte Betriebsstelle der Bahnstrecke Dresden-Friedrichstadt–Elsterwerda und der hier abzweigenden Verbindungsbahn nach Großenhain Cottb Bf. Der planmäßige Reiseverkehr am Bahnhof ist seit 2002 zugunsten des näher zur Stadt gelegenen Cottbuser Bahnhofes eingestellt.

## Geschichte

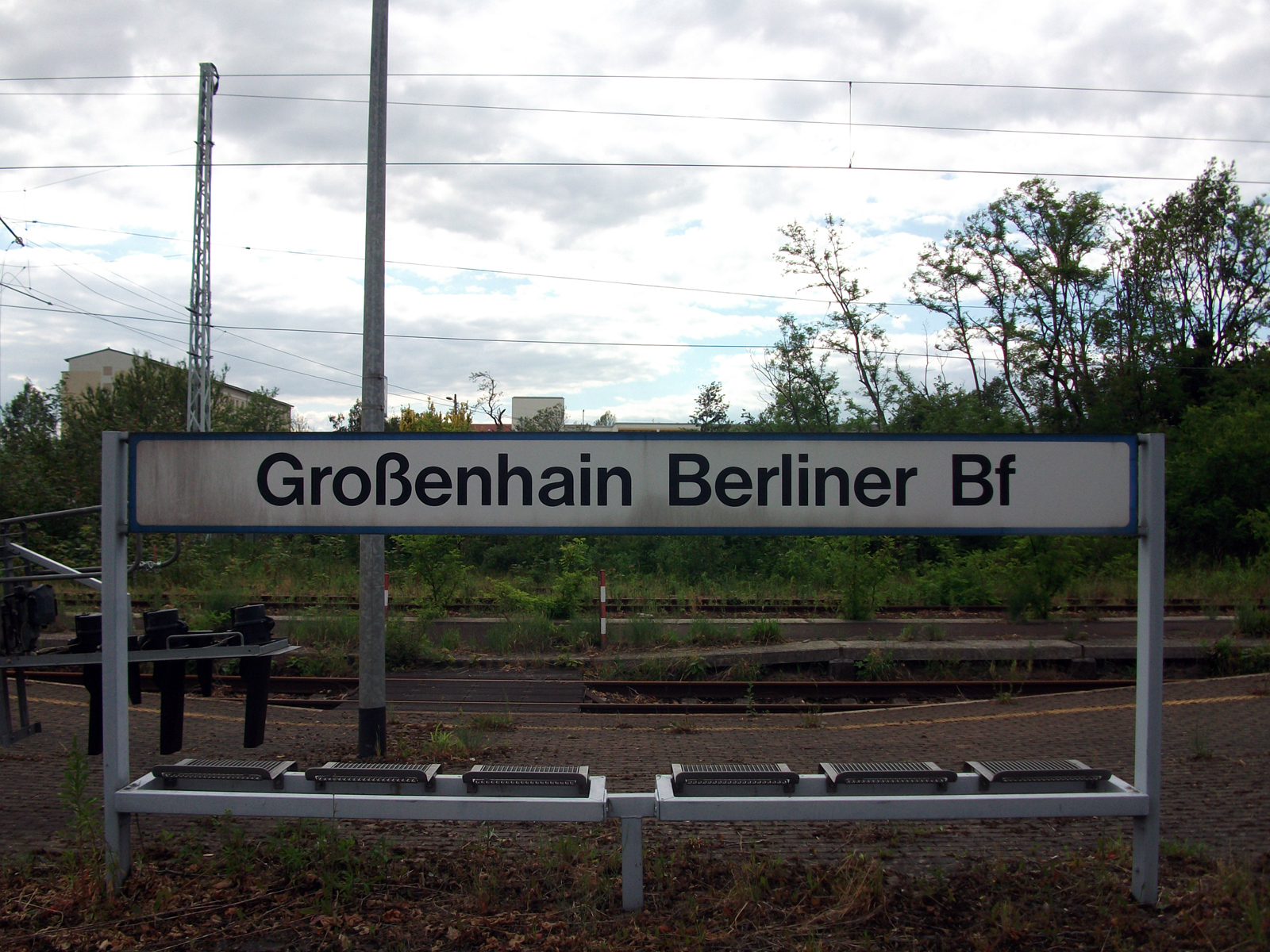
Stationsschild (2007)

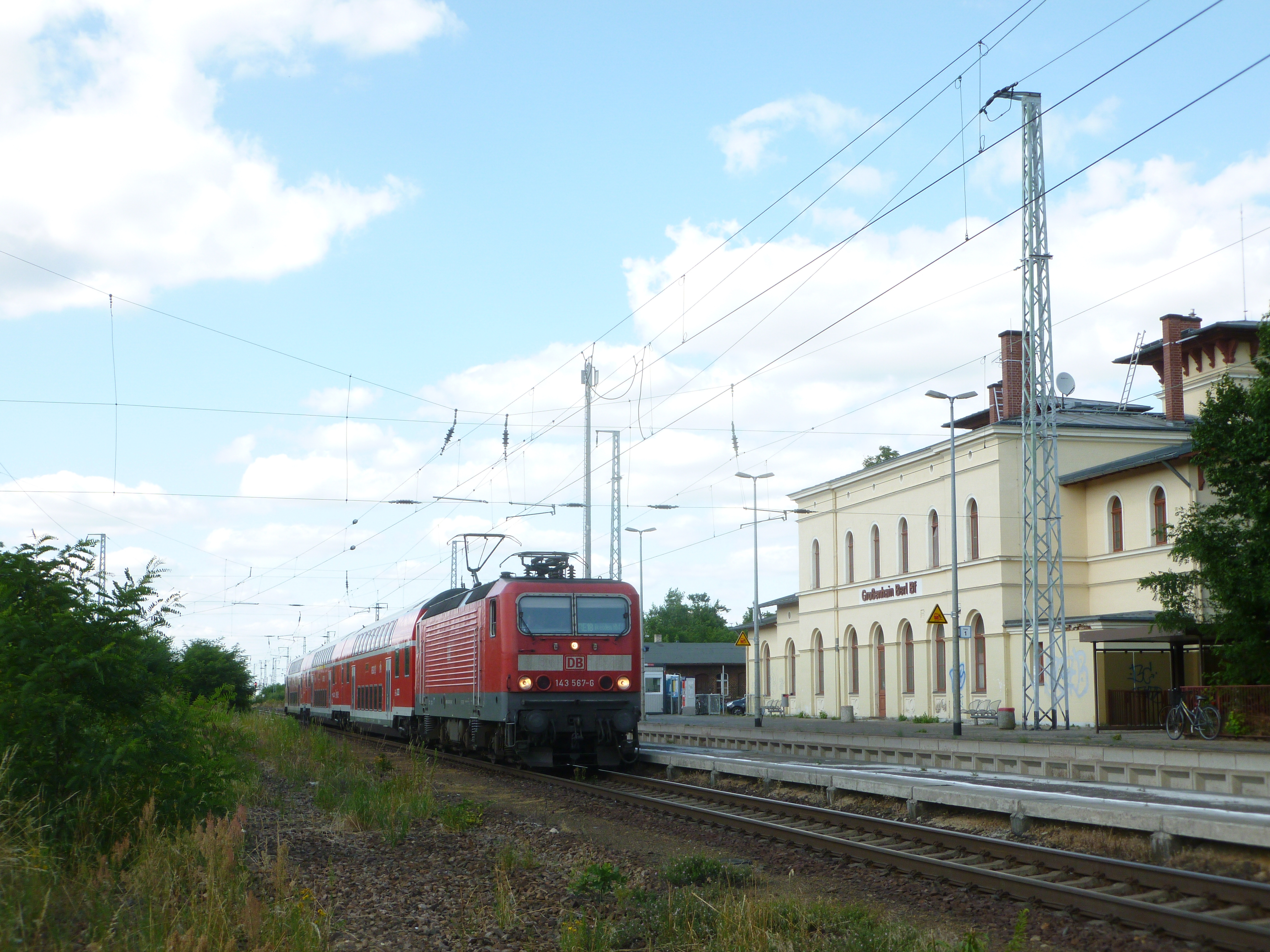
RB nach Dresden im Juli 2013

Der Bahnhof wurde am 17. Juni 1875 im Zuge der Betriebsaufnahme auf der Hauptstrecke Berlin–Dresden eröffnet.

Bis 1996 besaß er zwei durchgehende Hauptgleise, und vier Nebengleise, davon je eine Rampe, eine Ladestraße und einen einständigen Lokschuppen auf der anderen Bahnhofsseite. Dem nachfolgenden Rückbau fielen die Nebengleise zum Opfer. 
Anlässlich der 2002 in Großenhain stattgefundenen Landesgartenschau wurde der alte Lokschuppen abgerissen.
Seit dem Fahrplanwechsel am 14. Dezember 2002 halten in Großenhain Berliner Bahnhof keine Reisezüge mehr, nachdem vom verantwortlichen Verkehrsverbund Oberelbe die Nahverkehrsleistungen auf dem Abschnitt zwischen Coswig und Großenhain auf der Berlin-Dresdner Bahn abbestellt wurden. Die Nahverkehrszüge der Relation Dresden–Elsterwerda verkehren seitdem über Priestewitz und Großenhain Cottb Bf. Dabei benutzen sie eine zuvor nur im Güterverkehr genutzte Verbindungsbahn zwischen den beiden Großenhainer Bahnhöfen. Im Zuge der Beseitigung eines Bahnüberganges am Stellwerk und dem Neubau einer Brücke für eine geplante Ortsumgehungsstraße wurden 2006 auch die Weichen für die Überholungsgleise entfernt. Somit sind nur noch die zwei Streckengleise, einschließlich des Abzweiges zum Cottbuser Bahnhof, in Betrieb.

Die Züge der Linien RE 15, RE 18 und RB 31 verkehrten im Juli/August 2013 wegen Umbauarbeiten auf dem Cottbuser Bahnhof in Großenhain wieder mit Halt über den Berliner Bahnhof. Dafür wurden die Bahnsteige und Übergänge instand gesetzt, ein Fahrkartenautomat aufgestellt sowie Sicherungspersonal beschäftigt.